# Château de Rosamel
Le château de Rosamel est situé sur la commune de Frencq, dans le département du Pas-de-Calais. Le bâtiment actuel et ses dépendances datent de la fin du XVIIIe siècle; il est cependant construit sur les fondations d'une maison forte datant du XVe siècle.

## Géographie
Le château de Rosamel se trouve dans la commune de Frencq, entre Montreuil et Boulogne-sur-Mer, dans le département du Pas-de-Calais, en région Hauts-de-France. Le château se trouve à 12 km de la mer et à 9 km de l'autoroute A16.

## Histoire
En 1710, Louis du Campe, écuyer, seigneur de Tardinghen, Longueville... maître particulier des Eaux et forêts du boulonnais (1673-1750), achète la seigneurie de Rosamel, comportant notamment un château et une basse cour .
En 1770, son petit-fils, Claude Louis Marie du Campe de Rosamel, maréchal des camps et armées du Roi Louis XV (1727-1808), fait appel à l'architecte boulonnais Giraud Sannier pour la reconstruction de sa demeure. L'édifice ne sera achevé qu'en 1820 .
À sa mort en 1808, la propriété passe aux mains de son fils, Claude du Campe de Rosamel , officier de marine (1774-1848), qui sera ministre de la Marine et Pair de France .
Sa descendance conserve le château tout au long du XIXe siècle et le vend en 1919.
Il s'agit d'un édifice construit tout en pierre, dont le plan, homogène, présente l'originalité d'être composé de quatre corps de logis édifiés sur un plan carré, autour d'une étroite cour intérieure, assimilable à un puits de lumière . 
L'élévation comporte trois niveaux sur sous-sol, couverts d'un toit en ardoise de faible hauteur 
La cour d'honneur est fermée par une grille et bordée par deux bâtiments de dépendances, dont l'un conserve sa toiture et dont l'autre, aujourd'hui découvert, abritait, notamment, une chapelle.
Resté hors d'eau jusqu'aux années 1970, il est aujourd'hui à l'état de ruine, une partie du toit et des planchers étant effondrés.
Bordé sur un de ses côtés par un corps de ferme, le château se trouvait dans un parc comportant de longues perspectives, aujourd'hui converties en culture.

## Protection
Depuis 1966, le château de Rosamel est inscrit aux Monuments Historiques..

## Pour approfondir